# Liste des meilleurs contreurs en NBA par saison
Cette page présente la liste des meilleurs contreurs en NBA par saison en moyenne par match. Les contres sont comptabilisés depuis la saison NBA 1973-1974.

## Explications
Pour pouvoir être classé et prétendre au titre de meilleur contreur de la ligue, le joueur doit répondre à un minimum de critères édictés dans le Rate Statistic Requirements.
Le record de contres sur une saison est de 456 contres, la meilleure moyenne est de 5,56 contres par match, tous deux ont été réalisés par Mark Eaton lors de la saison NBA 1984-1985.

Kareem Abdul-Jabbar, Mark Eaton et Marcus Camby comptent le plus de titres de meilleur contreur avec 4 titres chacun. Marcus Camby et Dikembe Mutombo détiennent le record de titres consécutifs de meilleur contreur avec 3 titres consécutifs chacun.
À noter que de la saison NBA 2008-2009 à la saison NBA 2010-2011, pour la première fois depuis la création de cette catégorie statistique, la moyenne du meilleur contreur était inférieure à 3 contres par match.

## Classement
|            |            | Joueur encore en activité en NBA                      |                                                       |                                                       |                                                       |                                                       |
|            |            | Joueur intronisé au Basketball Hall of Fame           |                                                       |                                                       |                                                       |                                                       |
| Joueur (X) | Joueur (X) | Le nombre entre parenthèses indique le total de titre | Le nombre entre parenthèses indique le total de titre | Le nombre entre parenthèses indique le total de titre | Le nombre entre parenthèses indique le total de titre | Le nombre entre parenthèses indique le total de titre |

| Saison    | Joueur                  | Équipe                                    | Matchs | Total | Contres par match |
| --------- | ----------------------- | ----------------------------------------- | ------ | ----- | ----------------- |
| 1973-1974 | Elmore Smith            | Lakers de Los Angeles                     | 74     | 216   | 4,85              |
| 1974-1975 | Kareem Abdul Jabbar     | Bucks de Milwaukee                        | 65     | 212   | 3,26              |
| 1975-1976 | Kareem Abdul Jabbar (2) | Lakers de Los Angeles                     | 82     | 338   | 4,12              |
| 1976-1977 | Bill Walton             | Trail Blazers de Portland                 | 65     | 211   | 3,25              |
| 1977-1978 | George Johnson          | Nets du New Jersey                        | 81     | 274   | 3,38              |
| 1978-1979 | Kareem Abdul Jabbar (3) | Lakers de Los Angeles                     | 80     | 316   | 3,95              |
| 1979-1980 | Kareem Abdul Jabbar (4) | Lakers de Los Angeles                     | 82     | 280   | 3,41              |
| 1980-1981 | George Johnson (2)      | Spurs de San Antonio                      | 82     | 278   | 3,39              |
| 1981-1982 | George Johnson (3)      | Spurs de San Antonio                      | 75     | 234   | 3,12              |
| 1982-1983 | Tree Rollins            | Hawks d'Atlanta                           | 80     | 343   | 4,29              |
| 1983-1984 | Mark Eaton              | Jazz de l'Utah                            | 82     | 351   | 4,28              |
| 1984-1985 | Mark Eaton (2)          | Jazz de l'Utah                            | 82     | 456   | 5,56              |
| 1985-1986 | Manute Bol              | Bullets de Washington                     | 80     | 397   | 4,96              |
| 1986-1987 | Mark Eaton (3)          | Jazz de l'Utah                            | 79     | 321   | 4,06              |
| 1987-1988 | Mark Eaton (4)          | Jazz de l'Utah                            | 82     | 304   | 3,71              |
| 1988-1989 | Manute Bol (2)          | Warriors de Golden State                  | 80     | 345   | 4,31              |
| 1989-1990 | Hakeem Olajuwon         | Rockets de Houston                        | 82     | 376   | 4,59              |
| 1990-1991 | Hakeem Olajuwon (2)     | Rockets de Houston                        | 56     | 221   | 3,95              |
| 1991-1992 | David Robinson          | Spurs de San Antonio                      | 68     | 305   | 4,49              |
| 1992-1993 | Hakeem Olajuwon (3)     | Rockets de Houston                        | 82     | 342   | 4,17              |
| 1993-1994 | Dikembe Mutombo         | Nuggets de Denver                         | 82     | 336   | 4,10              |
| 1994-1995 | Dikembe Mutombo (2)     | Nuggets de Denver                         | 82     | 321   | 3,91              |
| 1995-1996 | Dikembe Mutombo (3)     | Nuggets de Denver                         | 74     | 332   | 4,49              |
| 1996-1997 | Shawn Bradley           | Nets du New Jersey Mavericks de Dallas    | 73     | 248   | 3,40              |
| 1997-1998 | Marcus Camby            | Raptors de Toronto                        | 63     | 230   | 3,65              |
| 1998-1999 | Alonzo Mourning         | Heat de Miami                             | 46     | 180   | 3,91              |
| 1999-2000 | Alonzo Mourning (2)     | Heat de Miami                             | 79     | 294   | 3,72              |
| 2000-2001 | Theo Ratliff            | 76ers de Philadelphie                     | 50     | 187   | 3,74              |
| 2001-2002 | Ben Wallace             | Pistons de Détroit                        | 80     | 278   | 3,48              |
| 2002-2003 | Theo Ratliff (2)        | Hawks d'Atlanta                           | 81     | 262   | 3,23              |
| 2003-2004 | Theo Ratliff (3)        | Hawks d'Atlanta Trail Blazers de Portland | 85     | 307   | 3,61              |
| 2004-2005 | Andreï Kirilenko        | Jazz de l'Utah                            | 41     | 136   | 3,32              |
| 2005-2006 | Marcus Camby (2)        | Nuggets de Denver                         | 56     | 184   | 3,29              |
| 2006-2007 | Marcus Camby (3)        | Nuggets de Denver                         | 70     | 231   | 3,30              |
| 2007-2008 | Marcus Camby (4)        | Nuggets de Denver                         | 79     | 285   | 3,61              |
| 2008-2009 | Dwight Howard           | Magic d'Orlando                           | 79     | 231   | 2,92              |
| 2009-2010 | Dwight Howard (2)       | Magic d'Orlando                           | 82     | 228   | 2,78              |
| 2010-2011 | Andrew Bogut            | Bucks de Milwaukee                        | 65     | 168   | 2,58              |
| 2011-2012 | Serge Ibaka             | Thunder d'Oklahoma City                   | 66     | 241   | 3,65              |
| 2012-2013 | Serge Ibaka (2)         | Thunder d'Oklahoma City                   | 80     | 242   | 3,02              |
| 2013-2014 | Anthony Davis           | Pelicans de La Nouvelle-Orléans           | 67     | 189   | 2,82              |
| 2014-2015 | Anthony Davis (2)       | Pelicans de La Nouvelle-Orléans           | 68     | 200   | 2,94              |
| 2015-2016 | Hassan Whiteside        | Heat de Miami                             | 73     | 269   | 3,68              |
| 2016-2017 | Rudy Gobert             | Jazz de l'Utah                            | 80     | 214   | 2,64              |
| 2017-2018 | Anthony Davis (3)       | Pelicans de La Nouvelle-Orléans           | 75     | 193   | 2,57              |
| 2018-2019 | Myles Turner            | Pacers de l'Indiana                       | 74     | 199   | 2,69              |
| 2019-2020 | Hassan Whiteside (2)    | Trail Blazers de Portland                 | 67     | 196   | 2,93              |
| 2020-2021 | Myles Turner (2)        | Pacers de l'Indiana                       | 47     | 159   | 3,38              |
| 2021-2022 | Jaren Jackson Jr.       | Grizzlies de Memphis                      | 78     | 177   | 2,27              |
| 2022-2023 | Jaren Jackson Jr. (2)   | Grizzlies de Memphis                      | 63     | 189   | 3,00              |
| 2023-2024 | Victor Wembanyama       | Spurs de San Antonio                      | 71     | 254   | 3,57              |
| 2023-2024 | Victor Wembanyama (2)   | Spurs de San Antonio                      | 46     | 176   | 3,83              |

## Records de titres du meilleur contreur de l'année
| Titres | Joueur              | Equipe                                             | Année                  |
| ------ | ------------------- | -------------------------------------------------- | ---------------------- |
| 4      | Kareem Abdul Jabbar | Bucks de Milwaukee (1) / Lakers de Los Angeles (3) | 1975, 1976, 1979, 1980 |
| 4      | Mark Eaton          | Jazz de l'Utah                                     | 1984, 1985, 1987, 1988 |
| 4      | Marcus Camby        | Raptors de Toronto (1) / Nuggets de Denver (3)     | 1998, 2006, 2007, 2008 |
| 3      | George Johnson      | Nets du New Jersey (1) / Spurs de San Antonio (2)  | 1978, 1981, 1982       |
| 3      | Hakeem Olajuwon     | Rockets de Houston                                 | 1990, 1991, 1993       |
| 3      | Dikembe Mutombo     | Nuggets de Denver                                  | 1994, 1995, 1996       |
| 3      | Theo Ratliff        | 76ers de Philadelphie (1) / Hawks d'Atlanta (2)    | 2001, 2003, 2004       |
| 3      | Anthony Davis       | Pelicans de La Nouvelle-Orléans                    | 2014, 2015, 2018       |
| 2      | Manute Bol          | Bullets de Washington                              | 1986, 1989             |
| 2      | Alonzo Mourning     | Heat de Miami                                      | 1999, 2000             |
| 2      | Dwight Howard       | Magic d'Orlando                                    | 2009, 2010             |
| 2      | Serge Ibaka         | Thunder d'Oklahoma City                            | 2012, 2013             |
| 2      | Hassan Whiteside    | Heat de Miami (1) / Trail Blazers de Portland (1)  | 2016, 2020             |
| 2      | Myles Turner        | Pacers de l'Indiana                                | 2019, 2021             |
| 2      | Jaren Jackson Jr.   | Grizzlies de Memphis                               | 2022, 2023             |
| 2      | Victor Wembanyama   | Spurs de San Antonio                               | 2024, 2025             |